# Robert Hogan
Robert J. Hogan (New York, 28 september 1933 - Maine, 27 mei 2021) was een Amerikaans acteur.

## Biografie
Hogan begon in 1961 met acteren in de televisieserie 77 Sunset Strip. Hierna heeft hij nog meerdere rollen gespeeld in televisieseries en films zoals Peyton Place (1968–1969), Days of Our Lives (1970–1971), Operation Petticoat (1978–1979), The Colbys (1986), Murder, She Wrote (1984–1989), Another World (1987–1991), As the World Turns (1991–1992), One Life to Live (1995–2000), The Wire (2003) en Law & Order (1991–2006).
Hogan heeft ook als acteur in het theater gespeeld, zowel op Broadway als off-Broadway. Op Broadway heeft hij in 1992 in Hamlet gespeeld en in 1991 heeft hij in A Few Good Men gespeeld, hiernaast heeft hij diverse toneelstukken gespeeld Off-Broadway.
Hogan heeft drie kinderen uit een eerder huwelijk, hierna is hij in 1983 opnieuw getrouwd.

## Filmografie

### Films
Uitgezonderd korte films.
- 2016: Youth in Oregon – Peter
- 2014: A Good Marriage – dominee
- 2013: Trust, Greed, Bullets & Bourbon – Franky
- 2011: Too Big to Fail – Rodgin Cohen
- 2009: Welcome to Academia – Kronsky
- 2008: Universal Signs – Mr. Callahan
- 2007: Day Zero – Senior Partner
- 2005: Sweet Land – oude Olaf
- 2001: The Sleepy Time Gal – adoptievader van Rebecca
- 2000: Maze – vader van Lyle
- 2000: Cupid & Cate – Laurence
- 2000: Brooklyn Sonnet – John O'Hagen
- 1999: Advice from a Caterpillar – echtgenoot
- 1998: Species II – Pentagon medewerker
- 1998: Blue Christmas – Svelte
- 1986: Hamburger: The Motion Picture – vader van Russel
- 1985: Prince Jack – Jack
- 1984: Summer – George Stone
- 1984: Gone Are the Dayes – Harry Daye
- 1983: Desperate Intruder – Lloyd
- 1980: The Memory of Eva Ryker – J.H. Martin
- 1979: The Lady in Red – Jake Lingle
- 1978: The Critical List – Jordan Donnelly
- 1977: Ransom for Alice! – Whitaker Halliday
- 1976: Richie Brockelman: The Missing 24 Hours – Sergeant Ted Coppersmith
- 1974: Roll, Freddy, Roll! – Don Talbert
- 1974: Fools, Females and Fun – J.C. Tyler
- 1974: Memory of Us – John
- 1974: Manhunter – Paul Tate
- 1974: Heat Wave! – Harry
- 1973: Cry Rape – Jim Bryan
- 1973: Westworld – interviewer van Delos Guests
- 1970: Three for Tahiti – Kelly
- 1963: Greenwich Village Story – Brian
- 1963: FBI Code 98 – Timothy Farrell

### Televisieseries
Uitgezonderd eenmalige gastrollen.
- 2003–2006: Law & Order –  Rechter Hugo Bright (4 afl.)
- 2003: The Wire – Louis Sobotka (4 afl.)
- 2000: Deadline – Phil Carbone (2 afl.)
- 1995–2000: One Life to Live – Charles Briggs (? afl.)
- 1992: All My Children - dr. Bell - 3 afl.
- 1991–1992: As the World Turns – L.J. McDermott (? afl.)
- 1987–1988: Another World – Vince McKinnon (8 afl.)
- 1986: Murder, She Wrote – dr. Wylie Graham (2 afl.)
- 1986: The Colbys – Kolonel Timothy Holmes (2 afl.)
- 1977–1982: Alice – Greg Stemple (6 afl.)
- 1980–1981: Secrets of Midland Heights – Nathan Welsh (10 afl.)
- 1978–1979: Operation Petticoat – luitenant Haller (10 afl.)
- 1978: Richie Brockelman, Private Eye – sergeant Ted Coppersmith (6 afl.)
- 1976: Once an Eagle (miniserie) – Ben Krisler
- 1972–1974: Owen Marshall: Counselor at Law – Clayton Short (3 afl.)
- 1971: Gunsmoke – kapitein Darnell (3 afl.)
- 1970–1971: Days of Our Lives – Scott Banning sr. / Will Austin (? afl.)
- 1968–1969: Peyton Place – Tom Winter (59 afl.)
- 1967: The F.B.I. – Lloyd Mitchell (2 afl.)
- 1966: Batman – Paul Diamante (2 afl.)
- 1965–1966: The Young Marrieds – Gillespie (44 afl.)
- 1964: Gomer Pyle, U.S.M.C. – Luitenant Norris (2 afl.)

- Biblioteca Nacional de España: XX5595751
- Library of Congress Control Number: no2012008292
- Nationale Bibliotheek van Israël: 987007416022405171
- Virtual International Authority File: 225121819
- WorldCat: E39PBJd8dKPvYJWH3Yg4v4dmh3